# 고민있수다
《고민있수다》는 교회에서는 말하기 조금 애매한 교인들의 고민을 솔직하게 나누는, CTS기독교TV의 생활밀착형 신앙고민쇼이다.

## MC 및 출연자
- 김병삼= 목사

- 김수용= 개그맨

- 황인영= 배우

- 김경란= 아나운서

- 심에스더